# Paul Attanasio
Paul Attanasio (Nova York, 14 de novembro de 1959) é um roteirista e produtor de cinema e televisão americano. Foi co-criador do seriado House, M.D. e é, atualmente, um de seus produtores. Ele é graduado pelo Harvard College e pela Harvard Law School.